# Rosaura Ruiz Gutiérrez
Rosaura Ruíz Gutiérrez (Ciudad de México, 7 de julio de 1950) es una bióloga, catedrática, investigadora y académica mexicana especializada en la investigación de las teorías evolutivas desde las perspectivas científica, histórica y filosófica. Es la secretaria de Ciencia, Humanidades, Tecnología e Innovación desde el 1 de enero de 2025 durante el gobierno de la presidenta Claudia Sheinbaum.
Fue directora de la Facultad de Ciencias de la Universidad Nacional Autónoma de México (UNAM), y después de haber sido presidente de la Academia Mexicana de Ciencias, fue titular de la Secretaría de Educación, Ciencia, Tecnología e Innovación de la Ciudad de México entre 2018 y 2023.

## Trayectoria
Estudió en el plantel N.º 4 de la Escuela Nacional Preparatoria durante el movimiento estudiantil de 1968, del cual fue simpatizante y activista; años más tarde, contrajo matrimonio con Salvador Martínez della Rocca, El Pino, uno de los líderes de dicho movimiento.
Realizó la licenciatura en biología en la Facultad de Ciencias de la Universidad Nacional Autónoma de México (UNAM), obtuvo su título en 1977. Continuó sus estudios académicos en la misma facultad, y obtuvo la maestría en ciencias en 1979 y el doctorado en ciencias en 1984. Realizó un posdoctorado en la Universidad de California en Irvine.
Ha sido profesora de tiempo completo en su alma mater y tutora de posgrado en ciencias biológicas, filosofía de la ciencia, psicología y pedagogía. Ha sido profesora invitada en la Universidad de California en Irvine y en la Universidad del País Vasco. Fue promotora para que la filosofía e historia de la biología fuese una asignatura obligatoria en la licenciatura de biología en la UNAM, y creó el área de investigación sobre historia y filosofía en esa facultad.[cita requerida]  temas sobre los cuales ha publicado artículos en revistas de investigación y difusión a nivel nacional e internacional. Obtuvo la licenciatura (1979), la maestría (1983)
 y el doctorado (2001).

### Investigadora y académica
Fue presidenta de la Academia Mexicana de Ciencias de 2008 a 2009. Ha sido coordinadora del Espacio Común de Educación Superior de México y consultora de IESALC-UNESCO para la promoción de la educación superior y la investigación científica-tecnológica en América Latina y el Caribe. Es miembro del comité de expertos de la Organización de Estados Iberoamericanos para la Educación, la Ciencia y la Cultura (OEI) y del Sistema Nacional de Investigadores de México. 
Su tema central de investigación son las teorías evolutivas, que ha abordado desde las perspectivas científica, histórica y filosófica temas sobre los cuales ha publicado artículos en revistas de investigación y difusión a nivel nacional e internacional. Al respecto, ha publicado artículos en revistas de investigación y difusión nacionales e internacionales. Ha colaborado con investigadores como Thomas F. Glick y Francisco J. Ayala.[cita requerida]

### Servicio público
Fue secretaria de Desarrollo Institucional y de marzo de 2000 a diciembre de 2003 fue directora general de Estudios de Posgrado de la UNAM.
Fue designada por la Junta de Gobierno de la UNAM como directora de la Facultad de Ciencias (FC) para el periodo 2010-2014 y fue reelegida para el periodo 2014-2018. Fue candidata a rectora de la misma universidad en el 2015, y meses antes de terminar su periodo como directora fue designada coordinadora de Proyectos Académicos Especiales, adscrita a la Secretaría General de la UNAM, durante el rectorado de Enrique Graue Wiechers. En marzo del 2018, fue nombrada integrante de la Junta de Gobierno, máximo órgano administrativo de la UNAM, encargado de elegir a quienes dirigen las facultades y al rector de la UNAM.
En 2018, la jefa de gobierno Claudia Sheinbaum la designó como titular de la Secretaría de Educación, Ciencia, Tecnología e Innovación de la Ciudad de México.

### Secretaria de SECIHTI
El 20 de junio la presidenta electa Claudia Sheinbaum Pardo menciona que Rosaura Ruiz Gutiérrez formará parte de su gabinete, encabezará el nuevo Conacyt que se eleva a rango de Secretaría, Secretaría de Ciencias, Humanidades, Tecnología e Innovación.
El 20 de junio de 2024, la presidenta electa Claudia Sheinbaum anunció que Rosaura Ruiz será la titular de la nueva Secretaría de Ciencia, Humanidades, Tecnología e Innovación, una vez que el actual CONAHCYT sea elevado de rango en la ley.

## Obras publicadas
- Positivismo y evolución: introducción del darwinismo en México en 1987, reeditado en 1992.
- Problemas de acceso al conocimiento y enseñanza de la ciencia coeditado com M. A. Campos en 1996.
- El método en las ciencias: epistemología y darwinismo, en coautoría con Francisco José Ayala en 1998, reeditado en 2000.
- El darwinismo en España e Iberoamérica coeditado con Thomas F. Glick y M. A. Puig en 2000 con su versión al inglés The Reception of Darwinism in the Iberian World en 2001.
- De Darwin al DNA y el origen de la humanidad: La evolución y sus polémicas en coautoría con Francisco José Ayala en 2002, reeditado en 2007.
- Evolucionismo y cultura: darwinismo en Europa e Iberoamérica, en coautoría con M. A. Puig y A. Galera en 2003.
- La evolución antes y después de Darwin, en coautoría con María del Carmen Sánchez Mora en 2006.
- Los estudios de posgrado en México: diagnóstico y perspectivas en coautoría con A. Argueta, A. Martínez, V. Corrales y B. Hernández en 2006.
- Charles Darwin y Alfred Russel Wallace, selección natural: tres fragmentos para la historia en coautoría con J. M. Rodríguez Caso en 2009.
- El método de las ciencias: epistomología y darwinismo en coautoría con Francisco José Ayala en 2015.